# William Farquhar Barry
Pour les articles homonymes, voir Barry.
William Farquhar Barry (18 août 1818 - 18 juillet 1879) est un officier de carrière de l'armée des États-Unis, servant en tant que commandant dans l'artillerie pendant la guerre américano-mexicaine et la guerre de Sécession.

## Jeunesse
Né à New York, Barry est diplômé de l'académie militaire de West Point en 1838, 17e de sa promotion de 45 cadets. Il est nommé second lieutenant dans le 4th Air Defense Artillery Regiment (en), puis est affecté au 2nd Air Defense Artillery Regiment quelques semaines plus tard. Il est affecté auprès de la frontière canadienne, puis prend part aux guerres américano-mexicaine, séminoles, et de la frontière du Kansas-Missouri.

## Carrière militaire
Il est co-auteur de l'Instruction for Field Artillery (1860), avec William H. French et Henry J. Hunt.
Promu commandant d'artillerie peu après le début des hostilités entre l'Union et la Confédération, Barry sert en tant que chef de l'artillerie du brigadier général Irvin McDowell pendant la première bataille de Bull Run, où sa position a été submergée après l'avancée par erreur des Confédérée à la suite de la retraite des forces de l'Union. Barry est nommé brigadier général par le président Abraham Lincoln le 20 août 1861, avec une date d'effet au 20 août 1861. Le président Lincoln soumet la nomination au Sénat des États-Unis le 21 décembre 1861 et le Sénat la confirme le 17 mars 1862. Barry propose le concept de la brigade d'artillerie montée dans l'armée du Potomac.
En tant que chef de l'artillerie sous les ordres du major général George B. McClellan, Barry organise l'ordonnance de l'armée du Potomac et, pendant la campagne de la Péninsule, plus tard il prend part aux batailles de Yorktown, de Mechanicsville, de Gaines's Mill, de White Oak Swamp, et de Malvern Hill.
Après avoir supervisé plus tard les forts et le matériel de guerre aux alentours de Washington, Barry devient chef de l’artillerie sous les ordres du major général William T. Sherman, servant avec lui dans le Tennessee, lors de la marche vers la mer et la campagne des Carolines. Le 23 janvier 1865, le président Lincoln nomme Barry avec un brevet de major général des volontaires, avec une date de prise de rang au 1er septembre 1862, en reconnaissance de ses services lors de la campagne d'Atlanta, et le Sénat des États-Unis confirme la nomination le 14 février 1865. Barry quitte le service actif des volontaires le 15 janvier 1866. Le 17 juillet 1866, le président Andrew Johnson nomme Barry au brevet de major général de l'armée régulière, à une date de prise de rang au 13 mars 1865, et le Sénat des États-Unis confirme la nomination le 23 juillet 1866.
Le 11 décembre 1865, Barry est promu colonel dans le 2nd U.S. Artillery, et commande la frontière septentrionale lors des raids féniens de 1866. Il sert là-bas jusqu'en septembre 1878, et puis commande l'école d'application d'artillerie au fort Monroe jusqu'en mars 1877, où il est nommé au commandement du fort McHenry, à Baltimore, Maryland. Pendant les émeutes ouvrières de 1877 (en), il rend des services appréciés à Camden Station.
Barry meurt à Fort McHenry et est enterré dans le cimetière de Forest Lawn (en) à Buffalo, New York.